# 町田市立大戸小学校
町田市立大戸小学校（まちだしりつ おおとしょうがっこう）は、東京都町田市相原町ある公立小学校。
2012年には、隣接している町田市立武蔵岡中学校と統合し、町田市唯一の小中一貫校である町田市立小中一貫ゆくのき学園大戸小学校となった。

## 沿革
- 1983年4月1日 - 町田市立大戸小学校 開校
- 1983年11月 - 大戸小学校 校歌•校章制定
- 2012年4月1日 - 町田市立武蔵岡中学校と統合。町田市立小中一貫校ゆくのき学園 開校

## 校歌
町田市立大戸小学校 校歌
- 作詞・作曲 石井 亨